# Het geluid van de wereld die langzaam vergaat
Het geluid van de wereld die langzaam vergaat is een hoorspel van Anne Leaton. Het werd in 1972 uitgezonden door de Corporation of Public Broadcasting en de University of Wisconsin en op 28 augustus 1973 door de Westdeutscher Rundfunk, onder de titel Das Flüstern der Welt vor der Auflösung. Josephine Soer vertaalde het en de TROS zond het uit op zaterdag 15 december 1979, van 19:30 uur tot 20:14 uur (met herhalingen op zondag 26 augustus 1990 en zondag 9 augustus 1992). De regisseur was Bert Dijkstra.

## Rolbezetting
- Georgette Hagedoorn (Madeleine Magnus)
- Jules Royaards (Grant)
- Jan Borkus (Dr. Osprey)
- Huib Orizand (Jasper)
- Joris Diels (meneer Snow)

## Inhoud
Madeleine Magnus leeft sinds drie jaren in een tehuis voor ouden van dagen. Bij elke gelegenheid ventileert de oude dame meningen, die ertoe kunnen leiden de zielevrede van de andere ingezetenen in gevaar te brengen. Zo ziet de directeur het in elk geval en daarom houdt hij het voor nodig Mrs. Magnus op het gemoed te werken. Zonder succes. Alleen Mr. Snow, de senior van het tehuis, kijkt op dezelfde kritische manier naar de ouderdom als Madeleine.